# لوحة النفي
لوحة النفي أو لوحة مونييه (لوفر C 256) هي لوحة مصرية قديمة صادرة حوالي عام 1050 قبل الميلاد. تحتوي على مرسوم عفو صادر من الكاهن الأكبر لآمون من خبر رع في الأسرة المصرية الحادية والعشرين.

## التاريخ
تم اكتشاف لوحة النفي في الأقصر حوالي عام 1860 بواسطة نائب القنصل الفرنسي آنذاك، هنري مونييه؛ وتم نقلها إلى باريس في عام 1884 وعرضت في متحف اللوفر حيث لا تزال هناك. اللوحة مصنوعة من الديوريت وتبلغ أبعادها 127 سم في الطول و82 سم في العرض. الجزء العلوي منها محفوظ بشكل سيئ، ولا يزال فقط تصوير لمن خبر رع يصلي إلى الإله آمون مرئيًا؛ الجزء السفلي في حالة أفضل ويتكون من 23 سطرًا من نصوص اللغة المصرية القديمة، فُقد منها معظم الأربعة سطور الأولى.

## المحتوى
تشير اللوحة إلى ثلاثة تواريخ، على الرغم من أنه ليس من الواضح تمامًا ما حدث فيها، أو حتى إلى أي عهد (عهود) تعود. هذه التواريخ هي (بالترتيب الذي تظهر به في النص، والذي ليس بالضرورة الترتيب الزمني الصحيح):
- التاريخ A: السنة 25، الشهر الثالث من فصل الحصاد (= الشهر 11)، اليوم 29
- التاريخ B: السنة 25، الشهر الأول من موسم الفيضان (= الشهر 1)، اليوم 4 أو 5
- التاريخ C: السنة ...، الشهر الرابع من موسم الحصاد، أيام النسيء، ميلاد إيزيس

وفقًا لفون بكرات، مع التاريخ C، لأسباب تتعلق بالمساحة، يمكن أن يكون عدد سنوات الحكم منخفضًا نسبيًا. الحلول المقبولة ستكون: 1، 2، 3، 4، 5، 10، 11 أو 20.
تذكر اللوحة أنه في السنة 25 من حكم ملك غير معروف اندلعت ثورة في طيبة ضد كهنوت آمون. تم إخماد الثورة في نفس السنة، وتم نفي المتمردين (التاريخ A) إلى واحة الخارجة بقرار من وسيط آمون. بعد فترة وجيزة (التاريخ B) تم تعيين من خبر رع كـ "جنرال" وكاهن أكبر لآمون "بواسطة الإله آمون نفسه"; في بداية عهد ملك آخر (التاريخ C)، لجأ من خبر رع مرة أخرى إلى الوسيط وحصل على عودة وعفو عن المنفيين، قبل أن يقرر عمل اللوحة احتفالا بهذا الفعل.
الملك الذي كانت السنة 25 من حكمه مذكورة في اللوحة (التاريخ A) يمكن أن يكون فقط مؤسس الأسرة الحادية والعشرون سمندس، الذي يُفترض عمومًا أنه حكم لمدة تتراوح بين 25-26 عامًا. الملك الذي كان في السلطة عندما صدرت اللوحة (التاريخ C) كان أحد خلفائه المباشرين، من المحتمل جدًا أن يكون أمينمسو الغامض والأقل شهرة، أو بدلاً من ذلك ولكن أقل احتمالاً، بسوسنس الأول.

## قراءات إضافية
- Collombert، Philippe (1997). "Quand Menkheperre s'adresse à Amon (Stèle du Bannissement, L.12)". Revue d'Égyptologie. ج. 48: 257–259. DOI:10.2143/RE.48.0.2003695.
- Krauss، Rolf (2008). "Ein Modell für die chronologische Einordnung der Maunier-Stele (Stele der Verbannten)". Göttinger Miszellen. ج. 219: 41–48.